# Marolles-en-Brie, Val-de-Marne
Marolles-en-Brie là một xã ở ngoại ô phía đông nam của Paris, Pháp. Nó nằm cách 20,2 km (12,6 mi) tình từ trung tâm của Paris.